# Xavier Domergue
Pour les articles homonymes, voir Domergue.
Xavier Domergue, né en 1982 à Bordeaux, est un journaliste sportif et un présentateur français.
Après des débuts sur Eurosport puis une carrière chez BeIn Sports, il officie depuis juillet 2020 au sein du groupe M6, notamment en tant que commentateur sportif des matches de l'équipe de France de football, et comme présentateur (Qui veut être mon associé ?, RTL foot).

## Biographie

### Enfance, jeunesse et formation
Xavier Domergue est le fils de Jean-François Domergue, un ancien footballeur international français qui a été sacré  champion d'Europe de football en 1984.
Passionné lui aussi par le football, il s'adonne à ce sport au Stade bordelais aux postes d'ailier gauche, arrière gauche puis milieu défensif en moins de 15 ans et moins de 17 ans nationaux. Il évolue alors aux côtés de Marc Planus, Mathieu Valbuena ou encore de Pascal Feindouno. Puis, alors adolescent, les Girondins de Bordeaux lui proposent un contrat d'aspirant qu'il refuse. 
Xavier Domergue s'est tout d’abord dirigé vers l’IUT de journalisme de Bordeaux. Par la suite, il se réoriente vers l'ISEG, une école de commerce, en option communication-presse.
De 2004 à 2006, dans le cadre de sa formation, il s'implique dans la chaîne TV7 Bordeaux. Il réalise également plusieurs stages dans le journalisme sportif, que ce soit en radio, presse écrite et télévision, puis effectue son stage de fin d’études chez Eurosport.

### 2006-2012: Débuts à la télévision
À la suite de son stage, Xavier Domergue intègre la chaîne Eurosport en tant que pigiste en 2006 et le restera durant près de six années, commentant du football et d'autres sports, et présentera notamment l’émission Eurogoal. Il collabore aussi à Ma Chaîne Sport,  Canal+ et Orange Sport, pour laquelle il commente la Coupe d'Afrique des nations 2012.

### 2012-2020: Carrière chez BeIn Sports
En avril 2012, il est recruté en CDI chez BeIn Sports par l'intermédiaire de Charles Biétry. Ce dernier déclare avoir « décelé en lui d'énormes qualités, comme le vocabulaire, la passion, la retenue ». La ressemblance de sa voix avec celle de Grégoire Margotton est remarquée, ce qui sera régulièrement le cas durant sa carrière,. Il y commente la Ligue 1, la Ligue 2, la Ligue des champions ou encore la Ligue Europa.
Il est aussi aux commentaires des grands événements retransmis par la chaîne, avec tout d'abord l'Euro 2012 en compagnie de Jean-Alain Boumsong puis la Coupe du monde 2014 avec Brahim Thiam. Suivront l'Euro 2016 et la Coupe du monde 2018 en compagnie de Patrice Ferri. Domergue aura été associé avec ce dernier pendant cinq années durant sa carrière au sein de la chaîne qatarie.

### 2020-: Diversification chez M6
En juillet 2020, Xavier Domergue est recruté par M6 pour commenter les matchs de l'équipe de France de football avec Robert Pirès en remplacement du tandem Denis Balbir et Jean-Marc Ferreri,. Le 5 septembre, il officie pour la première fois à l'occasion du match de Ligue des nations Suède-France à la Friends Arena près de Stockholm (victoire 0-1). 
Sa voix est souvent confondue avec celle de Grégoire Margotton, son homologue de TF1. Xavier Domergue le reconnaît : "Oui, il y a une petite ressemblance, évidemment. Il y a un ton qui est assez grave. Et effectivement, je peux le comprendre". Cependant, la comparaison a semble-t-il dépassé sa date de péremption : "Ce n'est pas nouveau. Ça ne m'agace pas mais j'aimerais bien que ça s'arrête un petit peu parce que ça fait quand même plusieurs années que ça dure.
Il commente aussi avec Camille Abily des matchs de l'équipe de France féminine diffusés sur les chaînes du Groupe M6.
À la rentrée 2020, il devient le co-présentateur, avec Éric Silvestro, de RTL Foot, émission de la radio RTL propriété du Groupe M6 et diffusée les vendredis, samedis et dimanches soir,. Il couvre également la Ligue Europa sur W9.
La paire qu'il forme avec Pirès commente sa première grande compétition avec l’Euro 2020, du 12 juin au 12 juillet 2021,.
En 2021, il est choisi pour remplacer Julien Courbet à l’animation de la deuxième saison de Qui veut être mon associé ? diffusée sur M6 l’année suivante,,.
En septembre 2023, à l'occasion de la Coupe du monde de rugby 2023 qui a lieu en France, il fait partie du dispositif sportif mis en place par M6 pour l'évènement et commente une partie des matchs diffusés par la chaine, en binôme avec Yann Delaigue.

### Vie privée
Xavier Domergue est le père de deux filles et d'un garçon.

## Médias

### Émissions de télévision

#### Animateur
- 2021- : Qui veut être mon associé ? sur M6.

#### Participant / candidat
- 2022 : Pékin Express : Duos de choc sur M6.

### Émissions de radio
- 2021- : RTL Foot sur RTL.